# Kleopatra VI
Kleopatra VI Tryfaena, död 57 f.Kr., var en drottning i det Ptolemaiska riket i Egypten, medregent till Berenike IV från 58 f.Kr till 57 f.Kr. 
Det råder stor oklarhet kring hennes identitet. Hon har föreslagits vara dotter till Ptolemaios XII Auletes, men hon kan också ha varit identisk med Kleopatra V, och därmed maka till Aueletes och mor till sin medregent Berenike IV. 
Auletes var gift med en släkting, som blev hans medregent under namnet Kleopatra V. Hon var mor till Berenike IV. 
Hennes namn försvinner ur alla dokument år 69 f.Kr, och hon har därför ibland förmodats vara död. Auletes har därför förmodats ha gift om sig med en okänd kvinna som blev mor till hans yngre barn, däribland den berömda Kleopatra VII. 
När Auletes avsattes och flydde till Rom 58 f.Kr, tog hans äldsta dotter Berenike IV makten. År 57 f.Kr. nämns återigen en Kleopatra på en officiell inskription. Denna Kleopatra har av historiker uppfattats vara en annan person än Kleopatra V, eftersom Kleopatra V upphörde att nämnas år 69. Hon har därför antagits vara Berenikes syster och medregent, dotter till Auletes och Kleopatra V, och kallats "Kleopatra VI": numreringen är ett hjälpmedel för historiker att kunna skilja regenterna åt, eftersom varken kungar eller drottningar hade numrering på sin tid. Denna Kleopatra som nämns i inskriptionen från 57 antas ha dött samma år, eftersom hon inte nämns därefter: inte heller nämns någon Kleopatra då Auletes återvände till Egypten 55 f.Kr. 
Problemet med hypotesen att Kleopatra VI skulle vara Auletes dotter och Berenikes syster, är att Strabon nämner att Auletes endast hade tre döttrar: Berenike IV, Kleopatra VII och Arsinoe IV, och att dessutom endast den förstnämnda var "legitim", det vill säga dotter till Auletes' släkting-hustru och medregent Kleopatra V. En mer trovärdig hypotes är att orsaken till att Kleopatra V upphörde att nämnas i inskriptionerna år 69 inte var för att hon avled, utan för att hon blev förskjuten av Auletes, och att hon sedan återvände till makten då Auletes avsattes och hennes dotter kom på tronen år 58. 